# Ристовский, Милан
Милан Ристовский (макед. Милан Ристовски; род. 8 апреля 1998, Скопье) — северомакедонский футболист, атакующий полузащитник пражского клуба «Богемианс 1905».

## Биография
Ристовский начал свою карьеру в клубе «Работнички» из родного города Скопье, в составе которого 22 ноября 2014 года дебютировал во взрослом футболе в возрасте 16 лет. В феврале 2017 года он был отдан в аренду в хорватскую «Риеку» до конца сезона, где выступал вместе со своим старшим братом Стефаном. Несмотря на то, что Милан не сыграл ни одного матча, в июле 2017 года аренда была продлена на следующий сезон с возможностью приобретения игрока по её завершении. Дебютировал в «Риеке» 10 декабря 2017 года, выйдя на замену в матче чемпионата Хорватии против клуба «Славен Белупо». Этот матч так и остался единственным для игрока в том сезоне.
В 2018 году хорваты выкупили контракт игрока, но из-за нехватки игрового времени были вынуждены отдать его в аренду сначала в словенский «Кршко», а затем и в словацкую «Нитру». Лишь с сезона 2020/21 он стал стабильно привлекаться к матчам «Риеки».
Ристовский выступал за сборные Северной Македонии до 17, 19 и 21 лет.